# Bo Lindgren
Bo Gunnar Lindgren, född 13 november 1908 i Luleå, död 12 februari 2000 i Stockholm, var en svensk officer i Flygvapnet.

## Biografi
Lindgren blev fänrik i Flottan 1932. Han befordrades till underlöjtnant 1934, till löjtnant 1936, till löjtnant i Flygvapnet 1940, till kapten 1940, till major 1946, till överstelöjtnant 1950 och till överste 1955.
Lindgren började sin militära karriär i Flottan, men genomgick flygutbildning åren 1934–1935, och övergick till Flygvapnet 1940. Han var divisionschef vid Roslagens flygflottilj åren 1941–1944. Åren 1944–1949 var han utbildningsofficer vid Blekinge flygflottilj (F 17). Åren 1954–1961 var han flottiljchef vid Hallands flygflottilj (F 14), där han för övrigt blev flottiljens sista chef. Åren 1961–1962 var han flottiljchef vid Södermanlands flygflottilj (F 11). Lindgren avgick som överste 1964.
Lindgren gifte sig 1936 med Ingrid Norinder. Tillsammans fick de tre barn, Ulla-Britt, Hans och Ulf.

## Utmärkelser
- Riddare av Svärdsorden, 1947.[1]
- Kommendör av Svärdsorden, 6 juni 1959.[2]
- Kommendör av första klassen av Svärdsorden, 6 juni 1963.[3]